# Бедрум поп
Бедрум поп (англ. Bedroom pop) — музичний жанр, особливістю якого є запис пісень та композицій в домашніх умовах, а не в студіях звукозапису. Він характеризується використанням так званих технік самоучок, тихих, мрійливих та текстурних звуків з скромними та навіть сором'язливими текстами. Терміном бедрум поп досить часто неправильно розкидаються. Відгалуження бедрум поп — чилвейв більше підкреслює естетику lo-fi. А гипнагоджик поп з середини 2000-х слідує традиціям бедрум поп.

## Найвідоміші представники
- Ducktails
- Panda Bear
- Ariel Pink
- Shugo Tokumaru
- The Velvet Underground
- Washed Out
- Youth Lagoon